# Стоупс, Мэри
Мэри Шарлотта Кармайкл Стоупс (англ. Marie Charlotte Carmichael Stopes; 1880—1958) — британская писательница, учёная, активный борец за права женщин.
Стоупс основала первую в Великобритании клинику контроля рождаемости, которая стала международной организацией её имени, действующей до сих пор. Мэри была редактором бюллетеня Birth Control News («Новости контрацепции»), в котором давались подробные и откровенные практические советы. Её руководство по сексу «Любовь в замужестве» было принято неоднозначно, но оказало огромное влияние на общество благодаря высказанным там идеям (например, обсуждение идеи контрацепции с медицинской точки зрения, а не с моральной; сексуальное желание женщин совпадает с овуляцией в период прямо перед менструацией; в браке должны быть равноправные партнёры). Стоупс выступала против абортов, утверждая, что концепция предохранения — это всё, что необходимо знать для предотвращения нежелательных беременностей.
Известна также как учёный-ботаник. Она занималась в основном палеоботаникой и внесла значительный вклад в систематизацию каменного угля; была первой женщиной-преподавателем Манчестерского университета.

## Ранние годы и образование
Мэри родилась в Эдинбурге. Её отец, Генри Стоупс, родом из Колчестера, был пивоваром, инженером, архитектором и палеонтологом. Её мать, Шарлотта Кармайкл Стоупс, родом из Эдинбурга, была шекспироведом и борцом за женские права. В возрасте шести недель семья покинула Шотландию; ненадолго задержавшись в Колчестере, они затем переехали в Лондон, где её отец купил дом в Верхнем Норвуде. Оба её родителя были членами Британской научной ассоциации, где они ранее и познакомились. Они брали Мэри с собой на заседания, где она видела знаменитых учёных того времени. Сначала её обучали дома, но с 1892 по 1894 года она обучалась в Школе Святого Георгия для девочек в Эдинбурге. Позже её перевели в Академическую Школу Северного Лондона, где она подружилась с Ольгой Фрёбе-Каптейн.
Стоупс стала студентом-стипендиатом Университетский колледж Лондона, где она изучала ботанику и геологию, и, посещая дневные и вечерние курсы, после двух лет обучения, в 1902 году она получила степень бакалавра наук (B.Sc.). Затем Стоупс получила степень кандидата наук (D.Sc.) в Университетском колледже Лондона, став самым молодым кандидатом наук Великобритании. В 1903 году она опубликовала работу по ботанике недавно высохшей реки Эббсфлит. После проведённого исследования растений каменноугольного периода в Университетском колледже Лондона, она продолжила обучение в Мюнхенском университете Людвига-Максимилиана, где в 1904 году получила степень Ph.D. по специальности палеоботаника. Она была также ассоциированным членом (fellow) и преподавателем палеоботаники в Университетском колледже Лондона и Манчестерском университете, став первой женщиной-преподавателем в этом университете. Она пробыла на этой должности в Манчестере с 1904 по 1907 года.

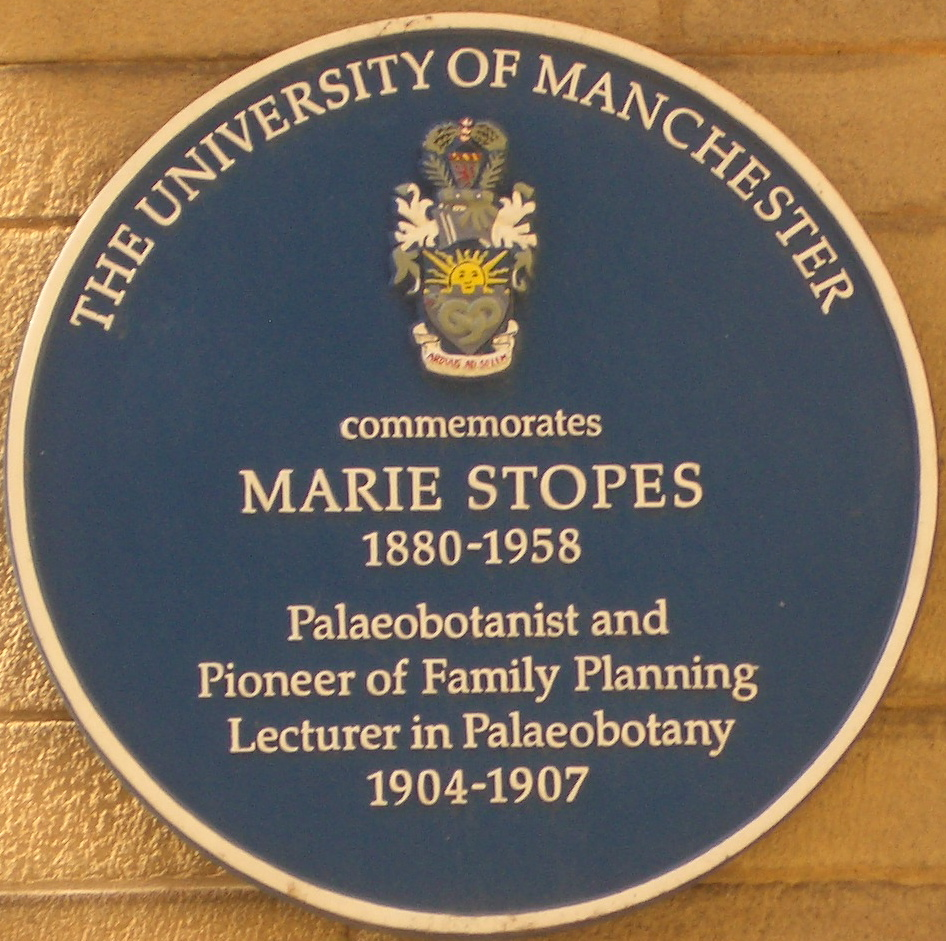
Синяя мемориальная доска Мэри Стоупс в Манчестерском университете

## Научные исследования
Во время пребывания в Манчестере, Стоупс изучала уголь, угольные почки и папоротникообразные растения (семенные папоротники). Целью была попытка доказать теорию Эдуарда Зюсса о существовании древнего суперконтинента Гондвана или Пангея. Случайная встреча с полярным исследователем Робертом Скоттом во время одной из его лекций по сбору денежных средств в 1904 году предоставила возможность доказательства теории Зюсса. Её огромное желание доказать теорию Зюсса привели Стоупс к идее стать членом следующей экспедиции в Антарктиду. Она не смогла это сделать, но Скотт пообещал привезти обратно образцы окаменелостей, которые могли бы служить доказательствами теории. Скотт умер во время экспедиции Терра Нова в 1912 году, но окаменелости с хребта Куин-Мод, найденные позже возле тел Скотта и его компаньонов, обеспечили эти доказательства.
В 1907 году Стоупс поехала в Японию с научной миссией. Она провела восемнадцать месяцев в Токийском университете и исследовала угольные шахты на острове Хоккайдо на предмет наличия окаменелых растений. В 1910 году она опубликовала свои впечатления о жизни в Японии под названием «Японский дневник: ежедневные записи о жизни с точки зрения учёного» (Journal from Japan: a daily record of life as seen by a scientist).
В 1910 году геологическая служба Канады поручила Стоупс определить возраст одной из геологических структур, так называемой «Fern Ledges», в городе Сент-Джон (Нью-Брансуик). Эта структура является частью ранней пенсильванской эпохи формации Ланкастера. Стоупс прибыла в Северную Америку в канун Рождества. В Сент-Луисе, штат Миссури, 29-го декабря она встретила канадского исследователя Реджинальда Гейтса и два дня спустя они обручились. В феврале 1911 года она начала усердно работать над «Fern Ledges», провела полевые геологические исследования и изучила геологические коллекции в музеях, отправила образцы в Англию для дальнейшего изучения. Пара узаконила свои отношения в марте, и 1 апреля того же года они вернулись в Англию, где Стоупс продолжила свои исследования. В середине 1912 года она представила свои результаты, обнаруженные в ходе изучения пенсильванского (позднего каменноугольного) периода.
Правительство Канады опубликовало её результаты в 1914 году. Позднее в том же году её брак с Гейтсом был аннулирован.
Во время Первой мировой войны Стоупс занималась изучением угля по заданию правительства Великобритании. В 1917 году по результатам проведённого исследования совместно с Р. В. Уиллером (англ. R.V. Wheeler) был написан труд «Монография о строении угля».
Успех работы Стоупс в области, касающейся вопросов замужества и контрацепции, заставили её уменьшить научную деятельность; её последняя научная публикация была сделана в 1935 году. Согласно В. Г. Чалонеру (англ. W. G. Chaloner): «Между 1903 и 1935 годами она опубликовала серию палеоботанических работ, которые позволили поместить её в первую пятёрку ведущих палеоботаников Великобритании того времени». Стоупс сделала значительный вклад в изучение ранних покрытосеменных, формировании угольных шаров и природы мацерала угля. Схема классификации и терминология, которые она разработала и предложила, используются до сих пор. Стоупс также написала научно-популярную книгу по палеоботанике, «Древние растения» (1910 г., Блэки, Лондон), что было одной из первых попыток объяснить этот предмет на доступном уровне для неподготовленного читателя.

## Любовь в замужестве

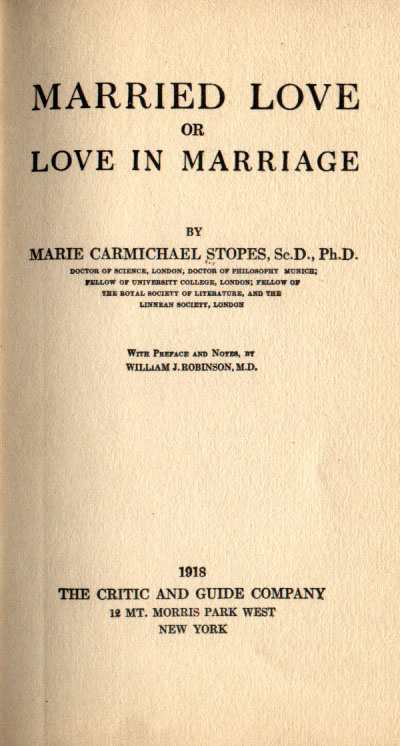
Обложка бестселлера Мэри Стоупс «Любовь в замужестве».

В начале своего бракоразводного процесса в 1913 году Стоупс взялась за книгу о своих взглядах на брак. В июле 1913 года она познакомилась с Маргарет Сэнгер, которая накануне на встрече в Фабианском обществе прочитала лекцию о контроле над рождаемостью. Стоупс показала ей свой труд и попросила совета по главе, касающейся контрацепции. Книга была закончена в 1913 году. Стоупс предложила её издательству «Блэки и Сын», но получила отказ. Несколько других издательств ей также отказали по причине спорности данного произведения. Когда Бэнни Данлоп (англ. Binnie Dunlop), секретарь Мальтузианской лиги, представил её Хамфри Вердону Роу — её будущему избраннику, ставшему вторым мужем в 1917 году, — она получила необходимую поддержку для опубликования своей книги. Филантроп Роу интересовался вопросами контроля над рождаемостью и оплатил издание книги Стоупс. Мгновенно книга стала бестселлером (было пять переизданий только в первый год публикации) и принесла Стоупс национальную известность.
«Любовь в замужестве» была издана 26 марта 1918 года; в тот день Стоупс посетила Хамфри Роу, который недавно вернулся с Первой мировой войны со сломанным коленом в результате крушения его самолёта. Менее чем через два месяца они поженились, и у Стоупс появилась первая возможность осуществить на практике то, о чём она говорила в своей книге. Успех книги «Любовь в замужестве» поощрил Стоупс продолжить литературную деятельность. Уже написанное руководство по контролю над рождаемостью «Мудрое отцовство и материнство: книга для женатых людей» было издано позже в тот же год. Многие читатели обращались к Стоупс за персональными советами, которые она всегда старалась давать — временами она получала до 1000 писем в неделю, а в Британской библиотеке сохранилось более 10 тысяч писем адресованных ей.
В следующем году Стоупс опубликовала «Письмо работающим матерям, как иметь здоровых детей и избежать осложнений во время беременности», краткую версию книги «Мудрое отцовство и материнство», предназначенную бедным слоям населения. Это был 16-страничный буклет, предназначенный для бесплатного распространения. До этой работы Стоупс ориентировалась только на аудиторию среднего класса и уделяла незначительное внимание рабочему классу. Опубликование Письма было направлено на то, чтобы изменить эту ситуацию.
16 июля 1919 года Стоупс — беременная 10 месяцев — поступила в частную клинику. Стоупс и доктора спорили о позе во время родов: вопреки желанию роженицы ей не позволили рожать, стоя на коленях. Ребёнок родился мёртвым. Врачи предположили, что это было результатом сифилиса, но последующая медицинская экспертиза показала, что это не так. Стоупс была в ярости и сказала, что её ребёнок был убит. На тот момент ей было 38 лет.

## Новое Евангелие
В 1920 году, после успешного восстановления, Стоупс вернулась к работе; она занимается публичными выступлениями и отвечает на письма, в которых спрашивают её советов по вопросам брака, секса и контрацепции. Она послала миссис Е. Б. Мейн распространять Письмо работающим матерям в трущобы восточного Лондона. Мейн обходила примерно двадцать семей в день и спустя несколько месяцев пришла к заключению, что рабочий класс не доверял ей, являвшейся к ним с благими намерениями
Эта неудача заставила Стоупс искать другой подход для передачи её идей контрацепции и планирования семьи бедным слоям населения. В июне должна была состояться Конференция англиканских епископов, незадолго до которой у Стоупс было видение. Она позвала своего секретаря и начала диктовать своё послание епископам, которое начиналось так: «Милорды, я обращаюсь к Вам от имени Бога. Вы его священники. Я пророк его. Я говорю Вам о таинстве мужчин и женщин». В 1922 году Стоупс написала Новое Евангелие Всем Народам. Епископы не восприняли её послание; среди решений, вынесенных в ходе конференции, одно было против «преднамеренного культивирования сексуального брачного союза», а другое — против «непристойной литературы, театральных постановок и фильмов эротического характера, и открытой или тайной продажи контрацептивов». Реакция Католической Церкви была ещё более резкой, отмечая тем самым начало конфликта, который продолжался до конца жизни Стоупс.

## Семейное планирование

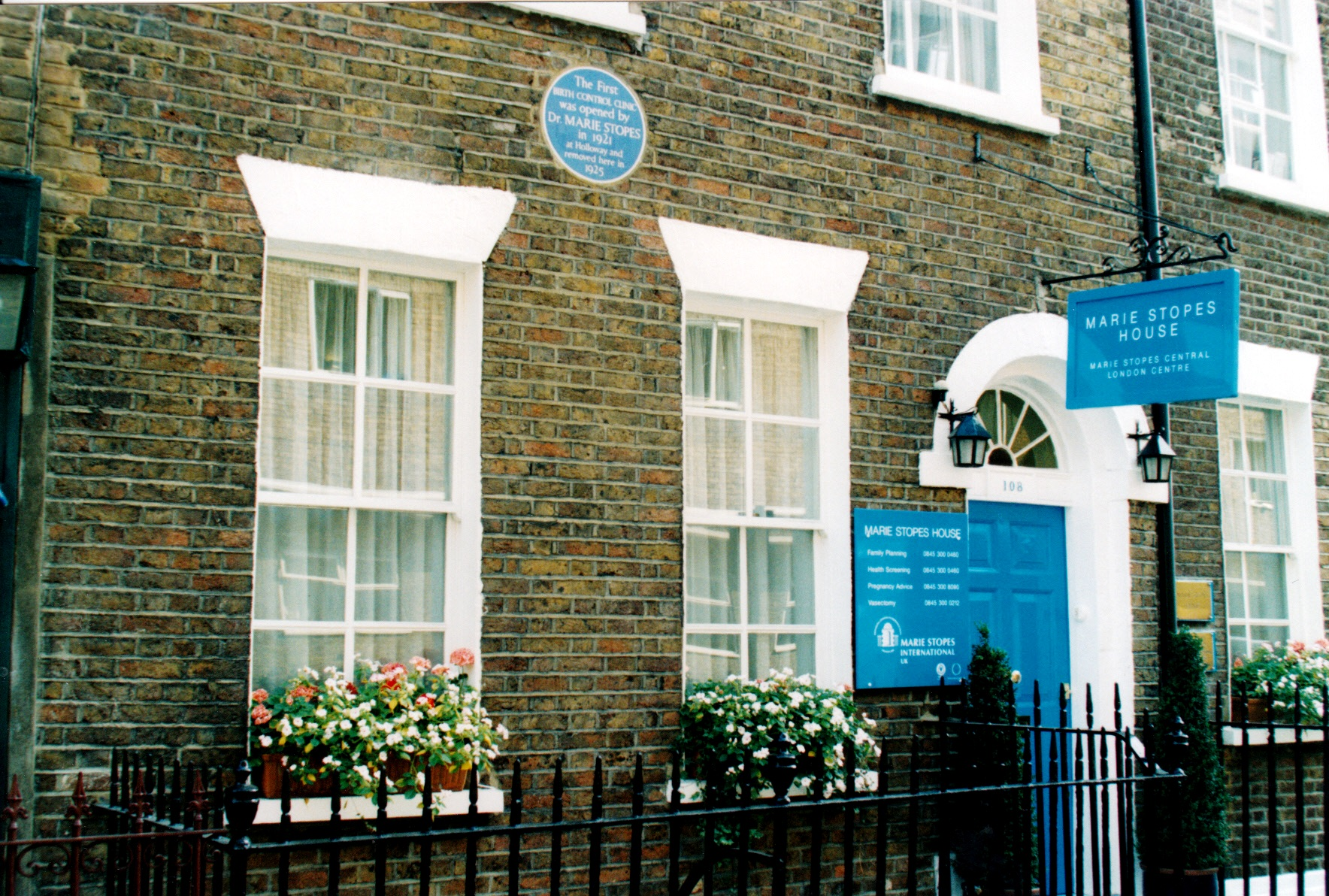
Дом Мэри Стоупс на Уитфилд-стрит, который был первой клиникой по контролю за рождаемостью в Великобритании, после переезда из первоначального места жительства в Холловей (Holloway) в 1925 году

В 1917 году, до встречи со Стоупс, Хамфри Роу предложил финансовую поддержку клинике контроля рождаемости при госпитале Святой Марии в Манчестере. Он предложил, чтобы все пациенты были женаты и чтобы не делалось никаких абортов, но его предложение было отклонено. Для Роу это оставалось важной темой, и после брака со Стоупс они планировали открыть клинику для бедных матерей в Лондоне.
Маргарет Сэнгер, другой пионер идей контрацепции, открыла клинику контроля рождаемости в Нью-Йорке, но полиция закрыла её. В 1920 году Сэнгер предложила открыть клинику в Лондоне; это поощрило Стоупс действовать более творчески и конструктивно, но её планам не дано было осуществиться. Стоупс оставила преподавательскую деятельность в Университетском Колледже Лондона в конце 1920 года с целью сконцентрировать все свои силы на клинике; она основала «Общество конструктивного контроля над рождаемостью и Национального прогресса», организацию поддержки для клиники.
Три месяца спустя, 17 марта 1921 года, Стоупс и Роу открыли Клинику для матерей на Мальборо-роуд 61, Холловэй, Северный Лондон. Клиникой управляли акушерки и поддерживали посещающие врачи; там предлагали матерям советы по контрацепции и учили методам контроля рождаемости, а также раздавали цервикальный колпачок «Pro-Race» собственного бренда Стоупс.
Бесплатная клиника была открыта для всех замужних женщин, которые интересовались вопросами репродуктивного здоровья. Стоупс была против абортов; она пыталась найти альтернативные пути для семейных пар и увеличить знания и осведомлённость о методах контроля над рождаемостью и репродуктивных системах человека. Вариантами были маточные колпачки, которые были наиболее популярными методами контроля, и спермициды в составе мыла и масел. Стоупс заново открыла метод использования тампонов, пропитанных оливковым маслом, как метод контрацепции. Оливковое масло использовалось как спермицидное средство ещё со времён древних греков и римлян. Её рецепт оказался очень эффективным. Многие свои контрацептивы она испытала на пациентах клиники.
Стоупс заинтересовалась контрацептивным прибором под названием «золотая булавка» (англ. "gold pin"). Сообщалось, что этот прибор успешно применялся в Америке. Несколькими месяцами позже она спросила Нормана Хейра, молодого австралийского доктора, заинтересован ли он в проведении клинических испытаний этого прибора, так как у неё есть два пациента, которые хотели бы его испытать. Хейр, как оказалось, уже испытывал этот прибор и нашёл его довольно опасным.
В ноябре 1921 года Хейр стал работать в другой клинике контроля рождаемости, открытой в Уолворте; позже соперничество между Стоупс и Хейрром вылилось на страницы медицинского журнала The Lancet. Хейр рассказал про историю, связанную с «золотой булавкой», несмотря на то, что клиника Стоупс никогда не использовала этот прибор. Случай с «золотой булавкой» также всплыл несколько лет спустя, в деле о клевете Стоупс-Сазерленд.
В 1925 году клиника переехала в Центральный Лондон, где и находится по настоящий момент. Постепенно Стоупс открыла сеть небольших клиник по всей Великобритании, работая для их финансирования. Она открыла клиники в Лидсе в апреле 1934 года; в Абердине в октябре 1934 года; в Белфасте в октябре 1936 года; в Кардиффе в октябре 1937 года; и в Суонси в январе 1943 года.

### Международная организация Мэри Стоупс
Клиники продолжали работать и после смерти Стоупс, но в начале 1970-х они испытывали финансовые трудности и в 1975 году добровольно перешли под внешнее управление. Международная организация Мэри Стоупс была основана годом позже, в качестве общественной организации, работающей в области репродуктивного и сексуального здоровья. Всемирное партнёрство взяло на себя ответственность за главную клинику, и в 1978 году впервые за рубежом была открыта клиника в Нью-Дели, Индия. С тех пор организация продолжает расти; на сегодняшний день организация работает более чем в сорока странах мира, у неё 452 клиники и есть офисы в Лондоне, Брюсселе, Мельбурне и США.

### Противодействие и дело о клевете
В 1922 году доктор Холлидей Сазерленд написал книгу под названием Контроль над рождаемостью: Утверждение христианской доктрины против нового мальтузианства. В военные годы контроль над рождаемостью и евгеника были тесно связаны; согласно Джейн Кэри, они были «настолько переплетены, что являлись практически синонимами».
После нападок на «основные заблуждения мальтузианского учения» Сазерленд нападает на Стоупс. Под заголовками «Особо пагубно для бедных» и «Эксперименты над бедными» можно прочесть:

Среди лондонских трущоб, женщина, доктор немецкой философии (Мюнхен), открыла клинику контроля рождаемости, где работающие женщины обучаются методам контрацепции, описываемые профессором МакИлроем как «самый вредный метод, с которым я когда либо сталкивался». Затем мы вспоминаем о том, что миллионы были потрачены Министерством Здоровья и местными властями на чистое молоко для нуждающихся беременных женщин и кормящих матерей, на роддомы для защиты и поддержания здорового состояния матерей до и после родов, для предоставления опытных акушерок, а также детских центров социального обеспечения. Вызывает удивление, что такая чудовищная кампания контроля рождаемости существует без надзора со сторон Министерства Внутренних Дел. Чарльз Брэдлоу был осужден за меньшие преступления.
Стоупс была взбешена. Намёк на «доктора немецкой философии» стремился задеть Стоупс, так как она не была доктором медицины, и, будучи сразу после недавней Первой Мировой Войны, стремился использовать антинемецкие настроения. Работа Стоупс была приравнена к работе Брэдлоу, который был осуждён за непристойности 45 годами ранее, когда он опубликовал текст Американского Мальтузианства в Великобритании, который «выступал и дал полную информацию о методах контрацепции». Стоупс призвала Сазерленда к публичной дискуссии. Сазерленд не реагировал и Стоупс подала иск о клевете. Заседание началось 21 февраля 1923 года. Суд присяжных был на стороне Стоупс, отвечая на четыре вопроса судьи.
1. Слова, на которые была подана жалоба, были ли они порочащими истца? Да.
2. Были ли они правдивыми по содержанию и по факту? Да.
3. Были ли это справедливые замечания? Нет.
4. Размер ущерба, если он был? £100.
Судья проигнорировал общую тональность решения суда присяжных и вынес решение в пользу Сазерленда, основываясь на ответе на вопрос № 2. Это была моральная победа для Стоупс, как писала пресса, и она подала на обжалование. Апелляционный суд, 20 июля, отменил предыдущее решение, и вынес решение в пользу Стоупс возместить ущерб в размере £100, в ответ на это, католическая община была мобилизована с целью поддержать католика Сазерленда, и подать окончательное обжалование в Палату Лордов 21 ноября 1924 года. Окончательное и неизменное решение Лордов было в пользу Сазерленда. Финансовые траты Стоупс были значительными;, но гласность этого дела и продажи книг частично компенсировали её потери. Этот суд сделал контроль над рождаемостью публичной темой и число клиентов посещающих клинику удвоилось.

## Точка зрения на аборты
Стоупс была категорически против прерывания беременности; в течение её жизни клиники не предлагали подобных услуг. Стоупс полагала, что контрацепция — это единственный способ, который должны использовать семьи, чтобы ограничить число своих потомков. Медсестры в клинике Стоупс должны были подписать заявления не «делиться какой-либо информацией или оказывать какую-либо помощь человеку, заведомо приводящей к уничтожению in utero (с лат. — «В утробе») продуктов зачатия». Когда Стоупс узнала, что один из друзей Авро Манхеттен сделал аборт, она обвинила его в убийстве нерождённого ребёнка.

## Евгеника
Согласно Джун Роуз, Стоупс была «элитарной, идеалисткой, заинтересованной в создании общества в котором только лучшие и красивые должны были выжить». Евгеника была центральным элементов в её видении контроля над рождаемостью. Энтузиазм Стоупс по отношению к евгенике разделяли многие интеллектуалы того времени, например Хэвлок Эллис, Мейнард Кейнс, Кирилл Бёрт и Бернард Шоу. Будучи ещё ребёнком она повстречала, в Великобританской Научной Ассоциации, основателя движения евгеники Фрэнсиса Гальтона.
Стоупс посетила первый конгресс общества евгеники в 1912 году и стала её членом в 1921 году. В тот же год, она основала «Общество конструктивного контроля над рождаемостью и Национального прогресса» с целью «содействия евгенического контроля над рождаемостью», отчасти из-за того, что «Общество отказалось выдвигать идею контроля над рождаемостью на видное место». Клиника контроля рождаемости была основана в 1921 году с целью содействовать целям евгеники; это привело к созданию, например, так называемого цервикального колпачка «Pro-Race».
В книге Стоупс Лучезарное материнство, она выступала за «стерилизацию тех, кто полностью непригоден стать родителем». К «неподходящим» относились «падшие, развратные и слабоумные». Стоупс использовала терминологию в соответствии с Законом об Умственной Отсталости 1913 года, который классифицировал людей с психическими проблемами и инвалидов на «идиоты», «имбецилы», «морально ущербные» и «слабоумные».
Она написала главу Контроль за отцовством и материнством в 1920 году, содержащий манифест для её круга приверженцев евгеники, приводя доводы в пользу «утопии», которой можно достигнуть посредством «очищения расы»:
 Те, кто вырос и относится к активному поколению, зрелый и закалённый, со всеми своими слабостями и недостатками, не могут сделать слишком многого, хотя они могут сделать что-то с собой. Они могут, в частности, изучить условия при которых они сами появились на свет, определить где находятся главные источники дефекта, и устранить эти источники дефекта для последующих поколений, тем самым удалить излишнее бремя нагрузки на нашу расу.
В главе Стоупс говорит о том, что главными причинами «расовой дегенерации» являются перенаселённость и венерические заболевания. Приходит к заключению, отчасти не совсем ясному, что расовое сознание должно быть улучшено так, чтобы «женщины всех классов должны были бояться и опасаться нежелательной беременности» чтобы попасть в обетованную утопию.
Стоупс также провела кампанию с целью найти поддержку идей евгеники властьпридержащими. В 1920 году, она послала копию «Лучезарного Материнства» секретарю премьер-министра Ллойда Джоржжа и привлекла внимание к главе об евгенике. В 1922 году она послала декларацию кандидатам на предстоящих выборах в парламент, с просьбой подписать её и получила 150 ответов.
В 1935 году Стоупс приняла участие в берлинском Международном Конгрессе посвящённому перенаселению. Её обвиняли в антисемитизме чаще, чем какого-либо другого пионера движения контроля рождаемости. Во время Второй Мировой Войны, Стоупс получила письмо от друзей, которых она пригласила на обед, спрашивавших её могут ли они привести с собой еврейских беженцев из нацистской Германии; Стоупс ответила отказом, мотивируя тем, что другие её гости могли бы быть оскорблены.
Католики, пруссаки,

Евреи и русские,

Это проклятие,

Или даже хуже...

—Стоупс, Мэри; 1942.
Согласно Рут Холл, Стоупс написала поэму, выражающую её антипатию к пруссакам, католикам и русским. В августе 1939 года она послала копию своей книги Песнь любви для юных возлюбленных Гитлеру, с сопроводительным письмом следующего содержания:

Уважаемый г-н Гитлер,
Любовь это величайшее событие в жизни. Не согласились бы Вы принять от меня эти поэмы, которые возможно Вы бы позволили иметь молодым людям вашей нации? Молодые должны сначала научиться любить индивидуальное, прежде чем они станут достаточно мудры для всеобщего. Я также надеюсь, что и Вам эта книга понравится и Вы сможете ею насладиться.
Она хотела, чтобы её поэмы распространялись среди немецких клиник контроля рождаемости, но её письмо было интерпретировано всего лишь как письмо, оказывающее симпатию Гитлеру. Однако, согласно Роуз, когда Гитлер закрыл клиники, все возможно имеющиеся симпатии у Стоупс исчезли.

## Личная жизнь
У Стоупс были отношения, главным образом по переписке, с японским ботаником Кэндзиро Фудзии, с которым она встретилась в 1904 году в университете Мюнхена во время проведения своего исследования на получение степени доктора философии. В 1907 году, в период её пребывания 1904—1910 годы на должности доцента в Манчестерском университете, она организовала для себя исследования в Японии, что позволило ей быть с Фудзии. Отношения были позже прекращены.
В 1911 году, Стоупс вступила в брак с канадским генетиком Реджинальдом Гейтсом. Она оставила свою девичью фамилию из принципа; её работа набирала обороты, в то время как его постепенно угасала. Он также был обеспокоен тем, что Стоупс стала участницей движения за предоставление женщинам избирательных прав. Он не смог утвердить за собой позицию главы семьи и был разочарован. Ещё через один год, она обратилась за юридической консультацией о прекращении брака. Не найдя таковой, она начала самостоятельно изучать законодательство, в поисках пути прекращения брака. Брак развалился на фоне бытовых неурядиц и финансовых затруднений. Стоупс подала на развод 11 мая 1913 года, на том основании, что брак не был консуммирован. В следующем году Гейтс покинул Англию и не возражал против развода.
В 1918 году она вступила в брак с Хемфри Роу, финансовым покровителем её самой известной работы Любовь в замужестве. Их сын, Гарри Стоупс-Роу родился в 1924 году. Стоупс недолюбливала спутницу Гарри, Марию Уоллес, дочь известного инженера Барнса Уоллеса. Когда Гарри объявил в октябре 1947 года об их помолвке, его мать сказала, что «постарается саботировать этот союз». Она пыталась получить поддержку Хамфри против этого брака, утверждая, что внуки могли наследовать близорукость, имеющуюся у Марии, но он её не поддержал. Позже, веря «что он предал её посредством этого брака», Стоупс удалила его из списков наследников.
В 1923 году Стоупс купила Старый Маяк на острове Портленд в Дорсете, как убежище от тяжелой обстановки в Лондоне во время её процесса против Сазерленда. Ископаемые юрского периода, имеющиеся на острове, бесконечно её интересовали. Она основала и курировала Музей Портленда, который был открыт в 1930 году.
Стоупс умерла 2 октября 1958 года в возрасте 77 лет, от рака молочной железы в своем доме в Доркинге, Суррей. Её воля была передать клиники институту Гальтона (обществу Евгеники); большая часть её имущества отошла Королевскому Обществу Литературы. Её сын Гарри получил экземпляр Большого Оксфордского Словаря и другие незначительные предметы.

## Некоторые работы
- Marie C. Stopes. A Journal From Japan. — London: Blackie & Son, Limited, 1910.
- Marie C. Stopes. Botany; or, The modern study of plants. — London and Edinburgh: T.C. & E.C. Jack, 1912.
- Marie C. Stopes. Catalogue of the Mesozoic Plants in the British Museum (Natural History): The Cretaceous Flora: Part I - II (англ.). — London: British Museum, 1913.
- Marie C. Stopes; Joji Sakurai. Plays of Old Japan. — London: William Heinemann, 1913.
- Marie C. Stopes; Joji Sakurai. Plays of Old Japan: The 'No'. — Eclipse Press[англ.], 1927.
- Marie C. Stopes. The 'Fern ledges' Carboniferous flora of St. John, New Brunswick (англ.). — Ottawa: Government of Canada, Government Printing Bureau, 1914.
- Marie C. Stopes. Man, other poems, and a preface. — London: William Heinemann, 1914.
- Marie C. Stopes. Conquest; or, A piece of jade; a new play (англ.). — London: French, 1917.
- Marie C. Stopes. Married Love. — London: Fifield and Co., 1918. — ISBN 0-19-280432-4.
- Marie C. Stopes. Wise Parenthood: A Treatise on Birth Control or Contraception (англ.). — London: Rendell & Co., 1918. — ISBN 0-659-90552-3.
- Marie C. Stopes. On the Four Visible Ingredients in Banded Bituminous Coal: Studies in the Composition of Coal, No. 1 (англ.). — Ottawa: Government of Canada, Government Printing Bureau, 1918.
- Marie C. Stopes. Radiant Motherhood. — London: Putnam, 1920.
- Marie C. Stopes. The Truth about Venereal Disease. — London: Putnam, 1921.
- Marie C. Stopes. Contraception (birth control) its theory, history and practice (англ.). — London: J. Bale, Sons & Danielsson, 1923.
- Marie C. Stopes. Our Ostriches. — London: Putnam, 1923.
- Marie C. Stopes. Sex and the Young. — New York and London: Putnam, 1926.
- Marie C. Stopes. The Human Body. — New York and London: Putnam, 1926.
- Marie C. Stopes. A Banned Play and a Preface on the Censorship (англ.). — London: J. Bale, Sons & Danielsson, 1926.
- Marie C. Stopes. Enduring Passion. — New York: Putnam, 1928.
- Marie C. Stopes. Marriage in My Time. — Rich & Cowan Ltd, 1935.
- Marie C. Stopes. Change of Life in Men and Women. — New York: Putnam, 1936.
- Marie C. Stopes. Your Baby's First Year. — London: Putnam, 1939.
- Marie C. Stopes. Oriri. — London: William Heinemann, 1940.
- Marie C. Stopes. The Bathe, an Ecstasy. — London: A. Moring, 1946.